# Elezioni parlamentari in Macedonia del 2002
Le elezioni parlamentari in Macedonia del 2002 si tennero il 12 settembre; videro la vittoria dell'Unione Socialdemocratica di Macedonia di Branko Crvenkovski, che divenne Primo ministro.

## Risultati
- Dati risultanti da sommatoria per circoscrizione.

| Liste                                                                                         | Voti      | %     | Seggi |
| --------------------------------------------------------------------------------------------- | --------- | ----- | ----- |
| Insieme per la Macedonia (SDSM - LDP - DLBRM - OPRM - DPSM - DPTM - DSVM - RZPM - SHPM - ZPM) | 497 342   | 41,59 | 60    |
| Partito Democratico per l'Unità Nazionale Macedone - Partito Liberale di Macedonia            | 299 179   | 25,02 | 33    |
| Unione Democratica per l'Integrazione                                                         | 145 615   | 12,18 | 16    |
| Partito Democratico degli Albanesi                                                            | 64 025    | 5,35  | 7     |
| Partito per la Prosperità Democratica                                                         | 26 853    | 2,25  | 2     |
| Partito Democratico Nazionale                                                                 | 26 406    | 2,21  | 1     |
| Partito Socialista di Macedonia                                                               | 26 005    | 2,17  | 1     |
| Alternativa Democratica                                                                       | 17 453    | 1,46  | –     |
| Unione Democratica                                                                            | 14 971    | 1,25  | –     |
| VMRO - Macedonia                                                                              | 10 208    | 0,85  | –     |
| VMRO - DPPESM - MHP                                                                           | 8 498     | 0,71  | –     |
| Unione dei Rom di Macedonia                                                                   | 7 044     | 0,59  | –     |
| Centro Democratico - Partito dei Verdi                                                        | 6 009     | 0,50  | –     |
| Nuova Democrazia                                                                              | 5 947     | 0,50  | –     |
| Gruppo elettorale Igor Jambazov                                                               | 5 019     | 0,42  | –     |
| Partito Socialdemocratico di Macedonia                                                        | 3 516     | 0,29  | –     |
| Altri <0,25%                                                                                  | 31 797    | 2,66  | –     |
| Totale                                                                                        | 1 195 887 | 100   | 120   |